# Tiziano Terzani
Tiziano Terzani (Florencia, Italia, 14 de septiembre de 1938 - Orsigna, Italia, 28 de julio de 2004) fue un periodista, corresponsal de guerra, escritor y ensayista italiano. Jurista y sinólogo de formación, desde 1972 trabajó de corresponsal en Asia del semanario alemán Der Spiegel. Defendió un periodismo comprometido y fue un viajero humanista. Trabajó y vivió sobre todo en Asia. Su libro más conocido "El fin es mi principio" son las conversaciones con su hijo al final de la vida tras ser diagnosticado de cáncer, que se ha traducido a más de una decena de idiomas.

## Biografía
Tiziano Terzani nació en Florencia en el 1938. Su padre, Gerardo Terzani, era un partisano comunista antes de administrar un pequeño taller mecánico en Florencia. Su madre, Lina Venturi, trabajaba como sombrerera en una sastrería.
Estudiante de origen muy humilde - "mi padre tuvo que pagarme a plazos los pantalones para ir al colegio" -, gracias a sucesivas becas llegó a licenciarse en Derecho en la prestigiosa Escuela Normale de Pisa en 1961. El mismo año se casó con Angela Staude, florentina de padres alemanes que conocía desde pequeño. Después de seis meses en Inglaterra para cursar un máster, en 1962 empezó a trabajar con Olivetti como ejecutivo de recursos humanos. En el 1965, la empresa le envió a unos cursos de formación en diferentes áreas del mundo, entre otros países, Japón y Sudáfrica. Aquí entró en contacto con el conflicto del apartheid que fue el tema de sus primeros escritos como periodista, publicados en Italia por la revista Astrolabio.
En 1969 un alto funcionario del gobierno de EE. UU., enviado a Europa como cazatalentos, conoció a Terzani durante una conferencia de trabajo y le ofreció la oportunidad de obtener una nueva beca de la Columbia University de New York, para seguir sus estudios en cualquier disciplina que la Universidad le ofreciese. El mismo año dimitió de la firma Olivetti, y optó por el estudio de la sinología (lengua, historia y cultura China), debido sobre todo a su fascinación por el maoísmo y para este país con entonces pocos o ningún vínculo con Occidente.
Acabada la beca y después de alguna colaboración con los periódicos italianos Il Giorno y l'Astrolabio, Terzani encontró su primer contrato como corresponsal de guerra con el rotativo alemán Der Spiegel. Con su mujer y dos hijos pequeños, se trasladó a Singapur en 1971. Desde aquí empezó una carrera de treinta años que lo llevó a desplazarse por el continente asiático, en ciudades como Singapur ("la tercera China"), Pekín, Tokio, Hong Kong, Bangkok y Nueva Delhi.  Su estancia en Pekín se acabó bruscamente en 1984 cuando las autoridades chinas conocieron sus escritos muy críticos con la revolución cultural. Fue arrestado, "reeducado" durante un mes y al final expulsado por "actividad contrarrevolucionaria".
En las guerras siempre he ido a hablar con el otro. En la guerra de Vietnam con el Vietcong, en la de Sri Lanka con los tamiles, en la de Afganistán con Al Qaeda explicaba en una entrevista en 2002.
En 1997 se retiró de su profesión pasando la mayor parte de su tiempo en el Himalaya. "Ahora paso la mayor parte de mi tiempo en el Himalaya y disfruto no tener horario distinto al de la naturaleza. Allí donde vivo -a dos horas en coche y a una hora a pie de la población más cerca-na- no hay ni teléfono, ni electricidad. He dejado de leer los periódicos, incluso cuando viajo a Europa. Las historias se repiten. Siempre tengo la sensación de que hace años ya leí todo esto, pero de mejor calidad",
Tras el 11 de septiembre de 2001 escribió las Cartas contra la guerra en un intento para evitar la confrontación con el fundamentalismo islamista que defendía George W. Bush enfrentándose también a la escritora y periodista Oriana Fallaci. "Sostengo que en Occidente no tenemos ni el monopolio sobre la cultura, ni el monopolio sobre la dignidad de la mujer, ni el monopolio sobre la sabiduría" señaló. Intentó parar la guerra de Irak y abogó por el diálogo.
Terzani fallece en Orsigna, pueblo de los Apeninos toscanos donde se había aislado durante los últimos meses de su vida, en 2004, a la edad de 65 años. Su libro-testamento, "El fin es mi principio", escrito en forma de conversaciones con su hijo Folco, fue publicado póstumo en marzo de 2006 y vendió 400.000 copias en 4 meses.

## Obra
La experiencia de Terzani en Asia confluyó en sus artículos y ensayos como también en los diferentes libros que escribió. A pesar de ser un fenómeno editorial en Italia con millones de copias vendidas, traducido en numerosos países e idiomas, Terzani fue desconocido en España con solo tres libros publicados en castellano (Un adivino me dijo, Cartas contra la guerra, El fin es mi principio) y uno en catalán (Un altre tomb, si us plau!).
No obstante, cabe sin duda destacar entre otros sus primeros dos libros, Pelle di Leopardo (1973) y Giai Phong! - La liberación de Saigon (1976), dedicados a las últimas fases de la guerra de Vietnam. La porta proibita (1984), dedicado a su experiencia en China. Buonanotte, Signor Lenin (1993), relato del recorrido a lo largo de las quince diferentes repúblicas soviéticas que componían la URSS en el momento de su caída y disolución en 1991. Un indovino mi disse (1995), crónica del año 1993 cuando el periodista, siguiendo una profecía de un adivino de Hong Kong en 1976, decide pasar un año entero sin tomar aviones y desplazándose para su trabajo vía tierra o mar. Lettere contro la guerra (2002) es una colección de algunas de sus cartas publicadas en el periódico italiano Corriere della Sera después del 11 de septiembre de 2001, en respuesta al escrito antiislámico de Oriana Fallaci "La rabia y el orgullo". Un altro giro di giostra (2004) relata el último viaje de Terzani, enfermo de cáncer, entre Oriente y Occidente, en búsqueda de una cura entre la medicina científica occidental y la medicina alternativa asiática:
“..Viajar ha siempre sido para mí una manera de vivir, y ahora había tomado la enfermedad como otro viaje: un viaje involuntario, no previsto, para el que no tenía mapas geográficos, para el que no me había preparado de ninguna manera, pero que de todos los viajes hechos hasta el momento era el que requería más compromiso, el más intenso.”
“..dentro de poco, el objetivo de mi viaje no era más la cura contra el cáncer, si no que se convirtió en la búsqueda de la cura por la enfermedad que nos afecta a todos: la mortalidad.”

## Obra literaria
- Pelle di leopardo. Diario vietnamita di un corrispondente di guerra 1972-1973, 1973
- Giai Phong! La liberazione di Saigon, 1976
- La porta proibita, 1984
- Buonanotte, signor Lenin, 1992
- Un indovino mi disse, 1995
- In Asia, 1998
- Lettere contro la guerra, 2002
- Un altro giro di giostra, 2004
- La fine è il mio inizio (El fin es mi principio), ISBN 8496748847, 2006
- Fantasmi, 2008